# Estany de Sarradé
L'Estany de Sarradé és un llac que es troba en el terme municipal de la Vall de Boí, a la comarca de l'Alta Ribagorça, i dins del Parc Nacional d'Aigüestortes i Estany de Sant Maurici.
«El nom prové del basc "Sarra-toi" (zarra significa "escòria", i també "arrencada en l'arrossegament de blocs al riu", o "sorra grollera del riu", i -toi, sufix que indica abundància)».
El llac, d'origen glacial, està situat a 2.121 metres d'altitud, a la part mitjana de la Vall de Sarradé. Té una superfície de 4,33 hectàrees i 24 metres de fondària màxima. Recull les aigües dels vessants occidental, septentrional i oriental de la vall. Drena cap al Barranc de Sarradé (S).

## Rutes[4]
Remuntant al Barranc de Sarradé, des de l'Estany de Llebreta.